# Гадаї (селище)
Гадаї (до 2023 року — Первомайське) — селище в Україні, у Дашівській селищній громаді Гайсинського району Вінницької області. Розташоване за 40 км на південний схід від міста Іллінці. Населення становить 7 осіб (станом на 1 січня 2018 р.).

## Історія
7 (20) листопада 1917 року, відповідно до Третього Універсалу Української Центральної Ради, увійшло до складу Української Народної Республіки.
12 червня 2020 року, відповідно розпорядження Кабінету Міністрів України № 707-р «Про визначення адміністративних центрів та затвердження територій територіальних громад Вінницької області», селище увійшло до складу Дашівської міської громади.
19 липня 2020 року, в результаті адміністративно-територіальної реформи і ліквідації Іллінецького району, селище увійшло до складу Гайсинського району.
29 червня 2023 року Верховна Рада України перейменувала селище на Гадаї. Назва походить від назви заказника поблизу.

## Населення

### Мова
Розподіл населення за рідною мовою за даними перепису 2001 року:
| Мова       | Кількість | Відсоток |
| ---------- | --------- | -------- |
| українська | 16        | 94.12%   |
| російська  | 1         | 5.88%    |
| Усього     | 17        | 100%     |